# Geddenberg

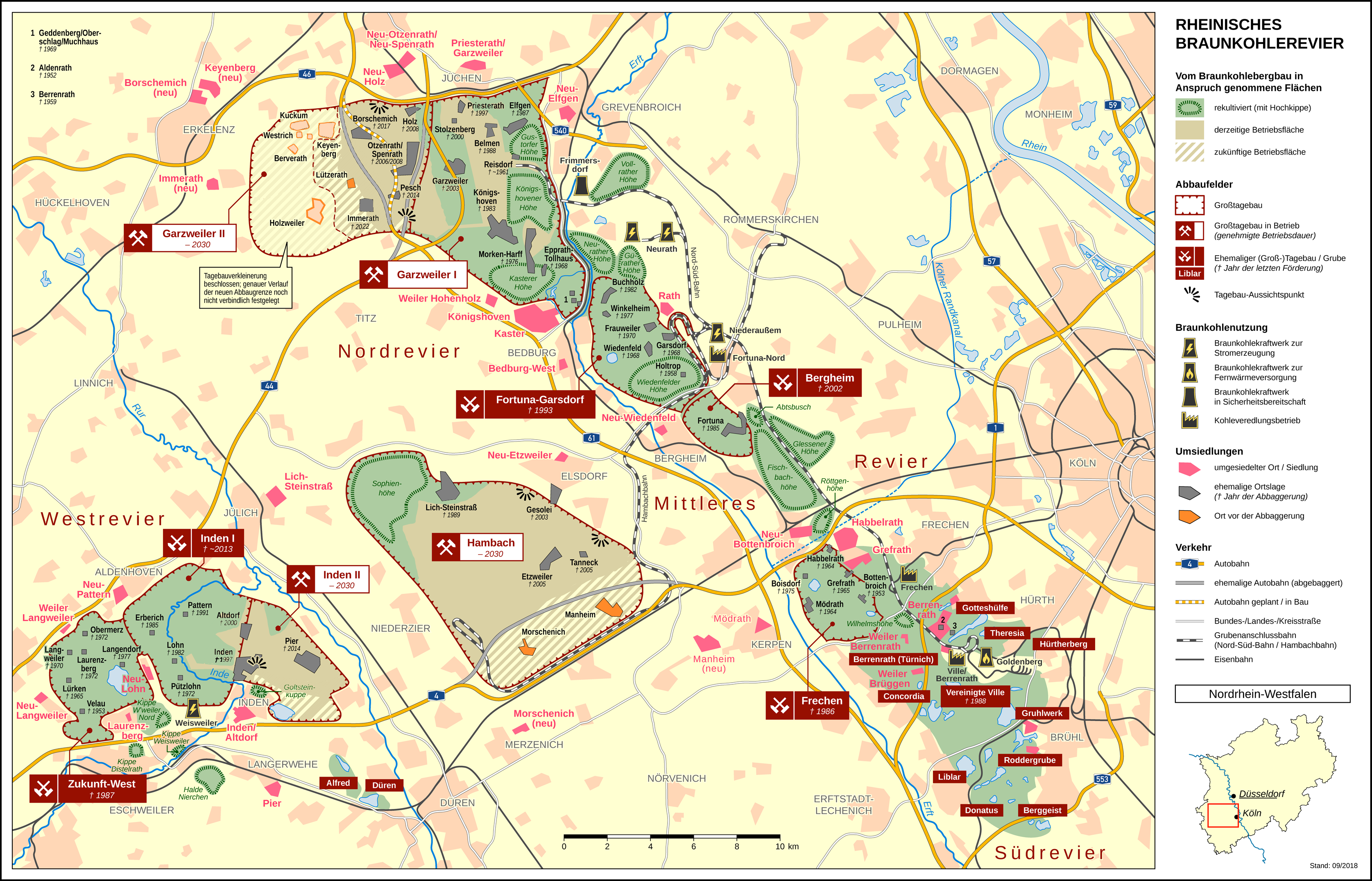
Lage des ehemaligen Ortes Geddenberg sowie des Umsiedlungsstandortes Bedburg-West im Rheinischen Braunkohlerevier

Geddenberg war ein Ortsteil von Bedburg im Rhein-Erft-Kreis in Nordrhein-Westfalen. 
Der Ort wurde 1969 im Zuge des Tagebaus Garzweiler umgesiedelt. Der neue Umsiedlungsort befindet sich am Stadtzentrum und wird Bedburg-West genannt.

## Geografie
Der Ort grenzte im Süden an den noch erhaltenen Ortsteil Broich. Im Westen grenzte er an Muchhaus und Tollhausen als auch an den noch heute bestehenden Ortsteil Kaster. Im Norden beginnt das Stadtgebiet von Grevenbroich, wo der Stadtteil Neurath liegt.
Unter Geddenberg befand sich Braunkohle. In Bedburg-West erinnert nur die Geddenbergerstraße an den Umsiedlungsort.

## Geschichte
In der Nähe von Geddenberg beziehungsweise Broich existierte im 12. Jahrhundert ein befestigter Adelssitz. Dieser nannte sich Castrum Scidrike und wurde 1166 urkundlich erwähnt. In der Nähe des Sitzes war auch eine Siedlung mit gleichem Namen, die später von der Landkarte verschwand.
Über die Ersterwähnung des Ortes gibt es wenige Daten. In der Franzosenzeit wurde das Dorf in Verbindung mit Unruhen, beispielsweise durch Diebstahl oder Pferde, die Felder verwüsteten, erwähnt. Die Postkutsche hielt von 1705 bis etwa zum Ende des 18. Jahrhunderts in Geddenberg.
1969 wurde das Dorf im Zuge des Braunkohletagebaus umgesiedelt. Der Umsiedlungsbezirk Geddenberg, zusammen mit Oberschlag und Muchhaus, zählte vor der Umsiedlung 437 Einwohner. Am neuen Umsiedlungsort wohnen allerdings weniger Einwohner.